# Rhinosimus cedri
Rhinosimus cedri is een keversoort uit de familie platsnuitkevers (Salpingidae). De wetenschappelijke naam van de soort werd in 1903 gepubliceerd door Maurice Pic.